# Wladimir Gagneur
Pour les articles homonymes, voir Gagneur.
Wladimir Gagneur, né Just-Charles-Wladimir Gagneur, le 9 août 1807 à Poligny et mort le 10 août 1889 à Paris, est un homme politique français.

## Biographie
Fils de François-Marie Gagneur et de Charlotte de Patornay, député de 1815 à 1823, il fait des études de droit et d'économie. Opposant au second Empire, il est exilé un an à Bruxelles. De retour en France, il se lance dans le journalisme. Il est élu député d'opposition en 1869. Il siège à gauche et signe l'adresse des 116. Battu en 1871, il est élu représentant du Jura en 1873, lors d'une élection partielle. Réélu en 1876, il siège à gauche et fut l'un des 363 qui refusent la confiance au gouvernement de Broglie, le 16 mai 1877. Il meurt en fonction en 1889. 
Il est l'époux de l'écrivaine Marie-Louise Gagneur, née Mignerot, et le père de Marguerite Gagneur, dite Syamour, sculptrice.

## Sources
- « Wladimir Gagneur », dans Adolphe Robert et Gaston Cougny, Dictionnaire des parlementaires français, Edgar Bourloton, 1889-1891 [détail de l’édition]